# Burg Holtrop

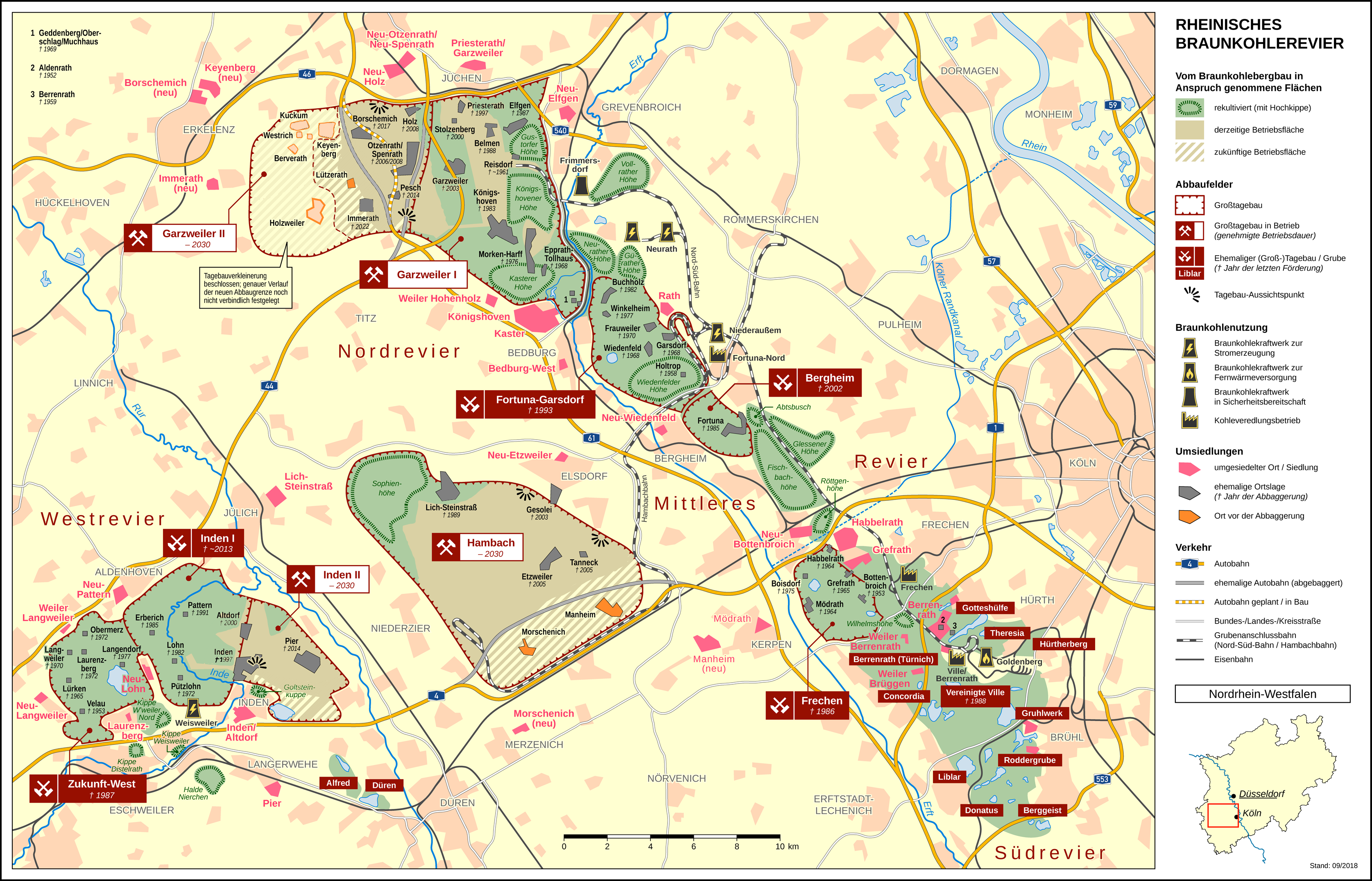
Lage von Holtrop im Rheinischen Braunkohlerevier

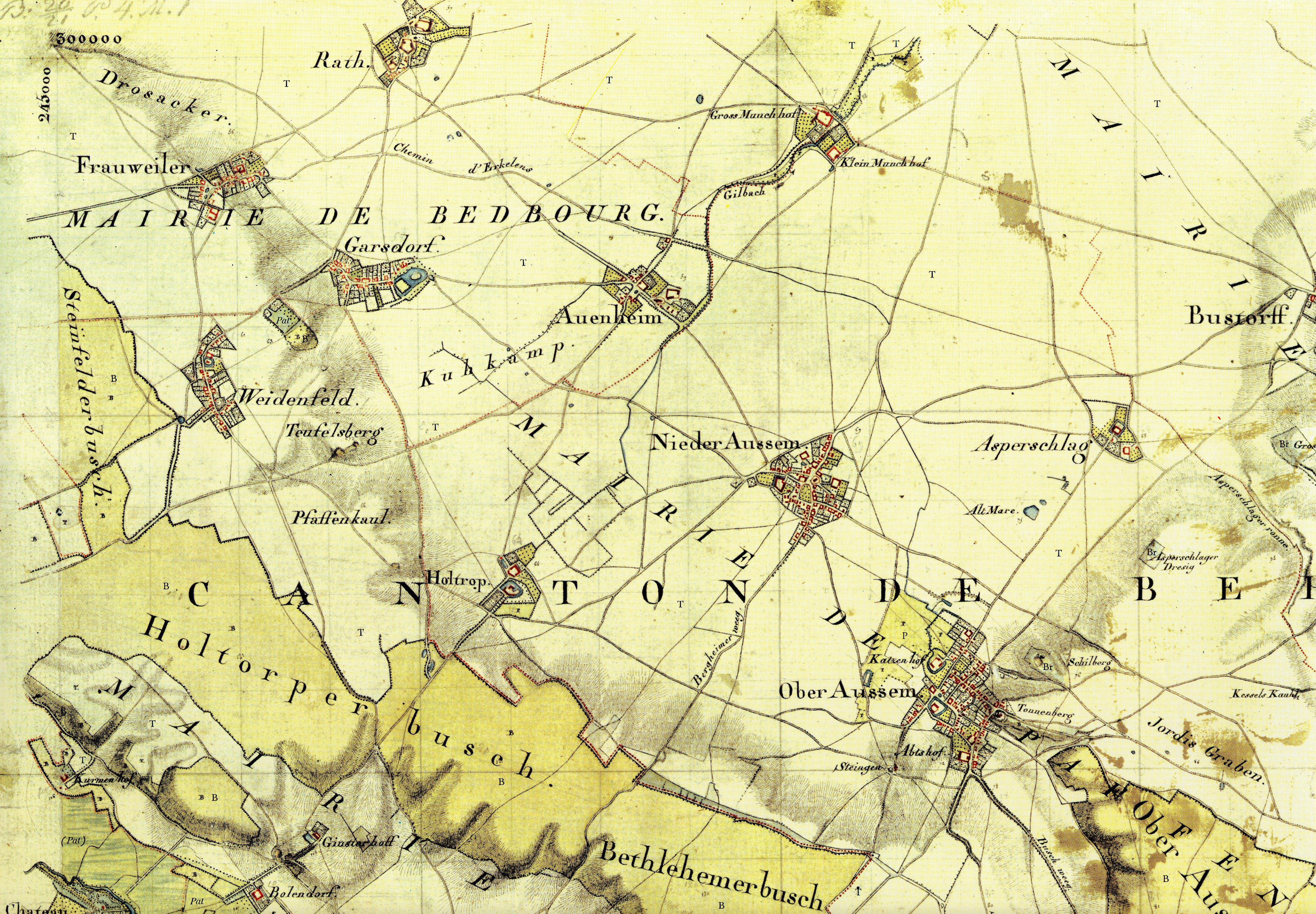
Burg Holtrop auf der Tranchot-Karte 1807

Die Burg Holtrop ist eine abgegangene niederrheinische Wasserburg in der früheren Gemeinde Niederaußem (heute Bergheim). Sie war Namensgeberin des Ortsteils Holtrop und wurde mit dem Weiler im Zuge der Erweiterung des Tagebaus Fortuna-Garsdorf im Jahr 1958 abgerissen.

## Geschichte
Erste Siedlungsspuren im Bereich der Burg datieren aus der Zeit zwischen 850 und 900 nach Christus. Im Jahr 1196 wurde erstmals der Name des Geschlechts derer von Holtrop urkundlich erwähnt. Zu dieser Zeit gab es bereits Gebäude aus Stein, welche im 13. Jahrhundert um einen Torturm ergänzt wurden. 1479 ging die Burg in den Besitz der Familie von Nesselrode zu Landscheid über. Mit der Heirat von Phillipina von Nesselrode und Edmund von Reuschenberg zu Setterich wechselte die Burg Anfang des 16. Jahrhunderts erneut ihren Besitzer. Nachdem der Besitz innerhalb der Familie von Reuschenberg mehrfach weitervererbt wurde, verkaufte schließlich Johann von Reuschenberg zu Overbach 1628 den freiadeligen Sitz zu Holtrop mit Haus und Hof an Adam von Siegenhoven gen. Anstel.
Sowohl die Burg, als auch die dazugehörigen Höfe wurden im Laufe der Zeit mehrfach stark beschädigt, so legte 1534 ein Mann aus Bergheim Feuer und im Jahr 1542 zerstörten die Truppen Kaiser Karls V. den Wohnturm. Um 1600 brannte darüber hinaus „Hispanisches Kriegsvolk“ den Hof Holtop nieder.
1727 brannte das Haus nieder und wurde anschließend im Barockstil wiedererrichtet. Im 19. Jahrhundert wurden Teile des Schlosses abgerissen. Im Jahre 1958 mussten schließlich die verbliebenen Reste der Anlage dem Braunkohle-Tagebau weichen und wurden ebenfalls abgerissen.

## Sage
Eine Sage befasst sich ebenfalls mit der Burg Holtrop. Der Verfasser ist unbekannt, der Duktus lässt aber auf eine Entstehung nach 1800 schließen.
Die Wildjagd zu Holtrop
Da saßen auf Holtrop beim frohen Gelag
die Ritter von Bedburg, von Harff und von Laach.
Sie zechten und spielten und wurden heiß;
Bis der Holtroper sprach "Einen Hauptspaß ich weiß:
Morgen zur Früh, wenn die Glocken hallen
zur Weihnacht, dann lassen das Jagdhorn wir schallen.
Da werden die Frommen die Augen verdrehn!
Das sollen die Frauweiler Damen sehen!
Schwarz ist der Boden, zum Hetzen noch Zeit.
Zu bald sind Felder und Wälder verschneit.
Was ist mit für die Jagd, der schlage ein!
Das wird ein Hallo im Erfttal sein!"
Und der Bedburger murrte: "Ich jage nicht
am Christag, wenn auch die Freundschaft bricht."
Und der Laacher lachte: "Am Roten Kreuz
bin ich um acht zur Hetz und zur Beiz."
Und der Chlotar vom Mosterttampe rief aus:
"Wenn der Holtroper jagt, bleib ich nicht zu Haus.
Im Buchholz an der Eiche breit
treffen wir uns um die Mittagszeit
zu Imbiß und Trank auf dem Wiesenplan".
Und der Holtroper rief: „Topp so wird's getan“
Und als die Ritter den letzten Trank
in die Kehle gejagt und die Sonne sank,
da trat zum Burgherrn die Burgherrin mild:
"O, jage nicht, wenn durch Dorf und Gefild
die Weihnachtsglocken zur Kirche laden!
Das bringt an Leib und Seele nur Schaden".
"Was?! Frauengeplärr und Frömmelei!
Wildmeister, schaff morgen die Knappen herbei!"
Der Sturmwind brauste um Turm und um Haus,
da zogen die Gäste zum Tore hinaus.
Und als die Nacht auf das Ritterhaus sank,
fiel nieder im Saal eine Rüstung blank.
„Der Alte rumort im Grabe wohl noch,“
sprach kühl der von Holtrop, „Wir jagen doch!“
Der Morgen dämmerte über der Burg,
da drängte der Troß zum Tore sich durch.
Und nochmals flehte die Burgherrin mild:
"O, jage nicht, wenn durch Dorf und Gefild
die Weihnachtsglocken zur Kirche laden!
„Plärr du in der Kirche um Gottes Gnaden!“
Der Burgherr sprach´s und wand` sich zum Troß.
Da jäh seiner Frau von den Lippen es floß:
"Wer selbst am Christfest jagen mag,
mag jagen bis an den jüngsten Tag!"
„Das wäre Walhall!“ Mit trotzigem Wort
sprengte der Ritter zur Waldhöh fort.
Da drüben stand schon am Roten Kreuz
der Laacher, gerüstet zu Hetz und Beiz.
„Wildheil“! Wie reichte man froh sich die Hand!
Da scheut ein Roß an Kreuzwegs Rand,
und in hohem Bogen der Holtroper schlug
in den nassen Acker. Mit einem Fluch
zum Kreuz hin rieb er vom Schmutze sich rein.
Dann ging´s mit Knappen und Bracken hinein
in den dämmernden Wald, durch die Au, in das Feld.
Doch ward kein Wild von Meute gestellt.
Da war kein Rehlein im Walde zu schaun.
Kein Hase hoppelte über die Au´n;
Und wenn auch der Falke zur Höhe flog,
mit leeren Fängen er erdwärts zog.
Und kesselte man zum glücklichen Fang,
ein Tierlein zu bolzen nimmer gelang.
In Weiler kündete Glockenton
die Wandlung Bauern und Nonnen schon.
Da zog mit Gestampf und Gekläff und Geschrei
von der Klause die wilde Jagd vorbei
und mischte der Hörner lauter Hall
In Gesang und Gebet und Orgelschall.
Und stolz, feiner Heldentag bewusst,
rief der Holtroper: "Nun zur Johanneslust!
Der Bedburger jagt nicht; wir wollen sehen,
ob dort seine Tiere die Weihnacht begehn!"
Fort brauste zu Tal der wilde Hauf.
Da sprang im Siefen ein Prachthirsch auf.
Umringt von der Meute Gekläff und dem Troß,
schwengte zu Buchholz nun Reiter und Roß.
Und der Holtroper sprengte im Jagen nach vorn
und blies zum frohen Hetzen sein Horn.
Horch! War das nicht des Harffers Ton?
Näher kommt es und näher schon!
War ohne die Beute jetzt noch die Pirsch.
Jach hetzte zur Höh' er den Renner jung.
Schon nah sah er des Hirsches Sprung.
Schon hob er zum tödlichen Wurfe den Speer -
da ein Bolz vom Dickicht her
und traf in mitten ins hastende Herz.
Lautlos sank er erdenwärts.
Und alle, die kamen, mit Grausen und Graun
die versteinten Züge des Sterbenden schaun.
„Wer tat den Schuß“? man sinnte und fragt.
Einer den anderen beschuldigt, verklagt.
Und der Laacher rief: "Die Fehd' künd' ich an
dem Harffer; der hat den Schuß getan.
Durch Weiler zog ein trauriger Zug,
als gerade die Glocke zum Mittag schlug.
Auf grüner Bahre trug man verhüllt
des Toten trotziges Jägerbild
und trug's durch Dorf und Wald und Au
nach Holtrop hin zur Totenschau.
Dort brach an der Bahre ein Frauenherz
im Weinkrampf zusammen in Graus und Schmerz:
"Ich hab dich verflucht bis zum jüngsten Tag.
Gott, hör nicht, was zornig die Lippe sprach!"
Im Kloster fand Frieden des Weibes Flehn.
Langs ist's schon her, dass die Tat geschehen.
Doch braust der Sturm in der Weihenacht.
Durch die Wälder des Erfttals mit donnernder Macht
und rasselt am Burgdach, man heute noch sagt:
„Gott schütz uns vor Schaden! Der Holtroper jagt!“